# Joseph Sumner Gage
Joseph Sumner Gage est un général de brigade américain, né le 23 juillet 1836 à South Paris, dans le Maine, et mort le 10 mars 1906 à San José, en Californie.

## Biographiee
Joseph Sumner Gage est le fils de Moses et de Huldah Sweet. Il épouse, en premières noces, Emma Thompson, le 12 octobre 1869 à Henry County, dans le Missouri, et en secondes noces, Diantha R. Truax, le 9 mai 1888. Il a deux enfants avec sa première épouse, William B. Gage, né le 15 juin 1870 et Lilie B. Gage, née le 23 juillet 1875.
Le 1er juillet 1861, il entre au Service Volontaire de l'Union, avec le grade de capitaine et le 11 juin 1863, il est promu Major dans le 29e Régiment d'Infanterie du Missouri, avant d'être nommé lieutenant-colonel le 11 juin de la même année. Du 26 août 1863 à mars 1864, il est inspecteur général pour la 1re Division du XVe Corps d'Armées.
Le 10 mars 1864, il reprend du service dans son régiment, avec le grade de colonel. Il est blessé le 15 juin 1864 à Big Shanty, en Géorgie. Le 29 septembre 1864, il est promu général de brigade et reçoit le commandement du 29e Régiment d'Infanterie du Missouri et ce, jusqu'à sa démobilisation qui intervient le 12 juin 1865. Le 15 juin 1865, il est nommé général de brigade des Volontaires américains.
Après la guerre, il étudie le droit et est admis au barreau de Labette, au Kansas, en 1870. Il est inhumé au Oak Hill Memorial Park de San José.

### Sources
- Civil War High Commands par John et David Eicher (p° 247)
- History of Labette County, Kansas and representative citizens publié en 1901